# 東白川郡
東白川郡（日语：／ Higashishirakawa gun */?）是福島縣的一郡。人口38,087人、面積620.94 km²（2003年）。
現轄有以下3町1村。
- 棚倉町
- 塙町
- 矢祭町
- 鮫川村